# 東健而
東 健而（ひがし けんじ、あずま けんじ、とう けんじ、1889年（明治22年） - 1933年（昭和8年）3月20日）は、日本のユーモア作家、翻訳家、映画評論家。筆名は愚教師のほか、森田三祢子、森田みね子などを用いた。

## 概要
東京都出身、正則英語学校卒。
大正から昭和にかけて、ユーモア小説、雑文、シャーロック・ホームズ等の初期の翻訳家として活躍した。
実父は「坂の上の雲」の秋山好古と陸軍士官学校同期の陸軍騎兵第二連隊長騎兵大佐東常久である。
妻、静江は外務省参事官（広東総領事）森田寛蔵の息女。家族は長女冨士子（神奈川県三浦郡葉山町在住）の三人。
松竹キネマ俳優学校で映画劇史を教え、徳川夢声と知り合う。東の没後、夫人は友人の徳川夢声（徳川も妻に先立たれていた）と再婚した。
『あしながおじさん』を『蚊とんぼスミス』の書名で日本で最初に訳した。
翻訳の他音響器具に深い造詣が有り、音響学の隈部一雄と銀座十字屋を通し様々な音響器具を海外より取り寄せまた音響器具を作らせていた。
一時体調を崩し、神奈川県逗子市に療養の為転居した事も有る。
また療養中、家族友人の為海外から様々なジャンルのアーティストを自宅に招きコンサートを開いた。
1933年（昭和8年）3月20日没。

## 著書

### 単著
- 『潜航艇物語』玄文社、1918年10月。NDLJP:941892。
- 『茶目子の日記』（森田三祢子 名義）、弘学館書店、1925年6月。NDLJP:1016985。
- 『ユウモア突進 東健而集』現代ユウモア全集刊行会〈現代ユウモア全集 第21巻〉、1930年2月。
- 『東健而ユーモア・ナンセンス集』一元社、1934年12月。

### 編集・翻訳
- ジヤン・ウヱブスター 著、東健而 訳『滑稽小説 蚊とんぼスミス』玄文社、1919年12月。
- 東健而 訳『世界滑稽名作集』改造社〈世界大衆文学全集 第34巻〉、1929年6月。
  - 「蚊とんぼスミス」（米、ジヤン・ウエブスター 著）
  - 「とても腹が空つた話」（米、O・R・コーヘン（英語版） 著）
  - 「殴られた人気俳優」（米、O・R・コーヘン 著）
  - 「奮闘生活」（加奈陀、ステイーヴン・リーコツク 著）
  - 「殿下を訪問」（加奈陀、ステイーヴン・リーコツク 著）
  - 「盗まれたプリンス」（加奈陀、ステイーヴン・リーコツク 著）
  - 「超人の恋」（加奈陀、ステイーヴン・リーコツク 著）
  - 「恋の行儀作法」（米、D・O・ステワート（英語版） 著）
  - 「旅行の行儀作法」（米、D・O・ステワート 著）
  - 「音楽の行儀作法」（米、D・O・ステワート 著）
  - 「踊らん哉ワイフの為に」（英、P・G・ウオドハウス 著）
  - 「Kちやん」（英、P・G・ウオドハウス 著）
- コナン・ドイル 著、東健而 訳『或るグロテスク』平凡社〈世界探偵小説全集 第5巻〉、1930年11月。